# Békova
Békova (horvátul, bunyevácul Bikovo, szerbül Биково / Bikovo) falu Szerbiában, a Vajdaságban, az Észak-bácskai körzetben, Szabadka községben.
Békovának van egy kis repülőtere, az Ivan Sarić sportrepülőtér.

## Népesség
Az 1991-es népszámlálás szerint 1942, a 2002-es szerint pedig 1824 lakosa volt. Ebből 563 (30,86%) horvát, 421 (23,08%) szerb, 411 (22,53%) bunyevác, 259 (14,19%) magyar, 78 (4,27%) jugoszláv, 5 (0,27%) szlovén, 5 (0,27%) macedón, 4 (0,21%) bolgár, 3 (0,16%) montenegrói, 3 (0,16%) német, 1 (0,05%) szlovák, 1 (0,05%) roma.
A falunak 1462 nagykorú polgára van, a lakosság átlagéletkora 40,2 év (a férfiaké 38,8, a nőké 41,8). A településen 617 háztartás van, háztartásonként átlagosan 2,96 taggal.
Legnépesebb az 1953-as népszámlálás idején volt, 3416 lakossal.